# Parobé
Parobé is een gemeente in de Braziliaanse deelstaat Rio Grande do Sul. De gemeente telt 51.634 inwoners (schatting 2009).